# Rhodostemonodaphne ovatifolia
Rhodostemonodaphne ovatifolia är en lagerväxtart som beskrevs av Madriñán. Rhodostemonodaphne ovatifolia ingår i släktet Rhodostemonodaphne och familjen lagerväxter. Inga underarter finns listade i Catalogue of Life.